# Moord op Nicole van den Hurk
De moord op Nicole van den Hurk is een misdrijf dat zich eind 1995 afspeelde in de Nederlandse provincie Noord-Brabant.
De vijftienjarige Nicole van den Hurk verdween op 6 oktober 1995 spoorloos onderweg van haar huis naar haar vakantiebaan in Eindhoven. Haar levenloze lichaam werd zes weken later gevonden in de bossen tussen Mierlo en Lierop. In januari 2014, ruim achttien jaar na de moord, werd bekendgemaakt dat de politie een verdachte had aangehouden op basis van een positieve DNA-match.

## Gebeurtenissen
Nicole van den Hurk (Erkelenz, Duitsland), 4 juli 1980) vertrok op 6 oktober 1995 om 05:00 uur bij haar oma in Tongelre (Eindhoven), waar ze logeerde, om naar haar vakantiewerk in winkelcentrum Woensel te gaan. Daar kwam ze nooit aan. Haar fiets werd diezelfde dag nog gevonden in het riviertje de Dommel. Op 19 oktober werd het kleine rugzakje van Nicole gevonden in de berm tussen het DAF-complex en de Kanaaldijk-Zuid in Eindhoven.
Bijna zeven weken nadat ze verdween, werd door een voorbijganger op 22 november 1995 het lichaam van Nicole gevonden in de bossen tussen Mierlo en Lierop. Uit sectie bleek dat ze met geweld om het leven was gebracht. Op 28 november 1995 werd ze begraven.

## Opsporingsonderzoek en verdachten
Nicole van den Hurk woonde bij haar stiefvader en diens vrouw. De voogdij was toegewezen aan haar stiefvader nadat haar moeder en stiefvader in 1989 uit elkaar gingen. In april 1995 overleed haar moeder; haar biologische vader woonde in Duitsland. In de jaren na de moord werden diverse mensen officieel verdacht van de moord op de vijftienjarige scholiere, onder wie ook de stiefvader en de stiefbroer van Nicole.
In september 2011 werd het lichaam van Nicole opgegraven. Het Nederlands Forensisch Instituut trof daarop het DNA van de vermoedelijke moordenaar aan. De politie arresteerde in januari 2014 een 46-jarige man uit Helmond (Jos de G.) op basis van een positieve DNA-match. Nicole bleek voor haar dood ook verkracht te zijn, iets wat het onderzoeksteam eerder nooit gedeeld had. 

## Rechtszaak
Eind april 2014 werd de zaak voor het eerst in het openbaar behandeld bij de rechtbank in Den Bosch. Op 3 juli 2014 maakte het Openbaar Ministerie bekend dat het De G. aanklaagt voor verkrachting en doodslag. Deze tenlastelegging is een verzwakking ten opzichte van de eerdere beschuldiging van het OM, waarin werd gesproken van verkrachting en moord. Op 21 november 2016 werd De G. door de rechtbank Oost-Brabant veroordeeld tot vijf jaar cel voor de verkrachting. Bij het bepalen van de strafmaat hield de rechtbank rekening met de vaststelling dat de destijds 28-jarig De G. ten tijde van het plegen van het feit leed aan een ziekelijke stoornis van de geestesvermogens. De rechtbank vond dat er te weinig bewijs was voor doodslag en sprak hem daarvan vrij. Ook kreeg hij geen tbs-maatregel opgelegd, omdat hij al eerder opgenomen is in een tbs-kliniek en uitbehandeld is. Zowel het OM als De G. ging in hoger beroep.
Een complicatie was dat er DNA-sporen van drie personen waren gevonden: van De G., van een vriendje van Nicole, en van een onbekende man.
Op 9 oktober 2018 werd De G. in hoger beroep door het Gerechtshof 's-Hertogenbosch veroordeeld tot een gevangenisstraf van 12 jaar voor verkrachting (art. 242 Sr) en doodslag (art. 287 Sr) op Nicole van den Hurk. Op 16 juni 2020 oordeelde de Hoge Raad dat er geen grond was voor cassatie. Namens de verdachte was door diens advocaat vergeefs onder meer bezwaar gemaakt tegen de afwijzing van het verzoek tot het oproepen van een deskundige en het verzuim ambtshalve een of meerdere deskundige(n) op te roepen, de motivering van de bewezenverklaring, de verwerping van de gevoerde verweren en het beweerd ontbreken van processtukken in de zaak voor het gerechtshof